# Shidaiqu
Lo Shidaiqu (caratteri cinesi: 時代曲; pinyin: shídàiqǔ) è un genere musicale che unisce la musica folk cinese al jazz fusion europeo, e che ha avuto origine a Shanghai, in Cina, negli anni venti.

## Terminologia
Il termine (時代曲 shídàiqǔ) ha il significato letterale di "canzone dell'epoca" in cinese. Quando tale musica viene cantata in cantonese, vi si riferisce come "粵語時代曲"; quando cantata nel dialetto Amoy Hokkien, viene chiamata "夏語時代曲".

## Tradizione
A Shanghai, lo Shidaiqu iniziò ad essere considerata la musica popolare cinese a partire dall'inizio degli anni venti. Il suo apogeo avvenne negli anni quaranta, dopodiché si ebbe un decadimento nel 1952, quando il regime comunista iniziò a vietare i nightclub e la produzione musicale pop. La tradizione, a quel punto, si spostò ad Hong Kong, dove raggiunse il picco tra gli anni cinquanta e la fine dei sessanta. Fu in quel momento che lo Shidaiqu iniziò ad essere rimpiazzato dal mandopop taiwanese (cantato in mandarino), ed in seguito dal cantopop. Mentre solitamente esso è considerato un prototipo, i fanatici della musica preferiscono identificarlo come una versione precoce del mandopop. Il fondatore dello Shidaiqu è considerato Li Jinhui. Le sue influenze musicali dovettero molto al jazz europeo, ed in particolar modo al musicista jazz americano Buck Clayton. Ai giorni nostri, lo Shidaiqu ha ispirato Gary Lucas per il suo album dal titolo The Edge of Heaven. D'altra parte, visto che all'origine di molte canzoni c'era il cinema, Wong Kar Wai usò molte di esse per illustrare il suo film "In the Mood for Love"; Rebecca Pan, una delle attrici del film, fu anche una delle più famose cantanti dello Shidaiqu. Sebbene le aree di origine dello Shidaiqu furono la Cina continentale ed Hong Kong, anche il Giappone ebbe il suo momento di gloria, in quanto una delle cantanti più affermate del genere, Yoshiko Yamagushi aka Li Xianglan, era proprio giapponese.

## Caratteristiche particolari dello Shidaiqu
Lo Shidaiqu è un tipo di musica di fusione. L'utilizzo degli strumenti tipici del jazz (nacchere, maracas) non aveva precedenti nella storia della musica cinese. Il cambio nelle forme ABA o ABCA, ancora utilizzate da alcuni compositori moderni, erano totalmente nuove ai cinesi. Questo è anche uno dei motivi del nome dello Shidaiqu. Le melodie sono semplici da ricordare, e alcune di loro sono cantate anche ai giorni nostri (per esempio, in 恭喜恭喜 di Yao Lee e Yao Min).
Lo Shidaiqu di Shanghai riflette i sentimenti degli abitanti della città negli anni trenta. La città di Shanghai era divisa in una Concessione Internazionale ed in una Concessione Francese, negli anni trenta e all'inizio degli anni quaranta. Anche se doveva molto alla protezione di potenti nazioni straniere (Gran Bretagna e Francia), Shanghai era una città prosperosa e piuttosto stabile politicamente. Alcune canzoni riflettono le vite stravaganti della classe borghese e dei ricchi mercanti. Allo stesso tempo, qualche artista di nicchia componeva canzoni per mostrare la povertà subìta dalla gente comune. Alcune produzioni dello Shidaiqu sono collegate a particolari eventi storici (per esempio, alla Seconda guerra sino-giapponese). I testi sono graziosi ed espressivi. Ciò è profondamente legato alla conoscenza della letteratura che di solito possedevano i compositori. Ciò che rende lo Shidaiqu un genere artistico è l'eufemismo dell'amore sempre presente, tema ripreso dai vecchi romanzi cinesi.
In termini di importanza scientifica, i metodi di registrazione delle canzoni su grammofoni Shellac a 78rpm (giri al minuto) segnarono una svolta nella storia musicale cinese. Solitamente le registrazioni venivano effettuate una volta sola, ed è per questo che gli ingegneri del suono dovevano avere un'estrema precisione. Le 鋼針唱片 (puntine per grammofoni in acciaio), importanti mezzi di registrazione dell'epoca, vengono ora abbandonate in favore dello sviluppo delle registrazioni digitali.
Le canzoni dello Shidaiqu sono cantate in cinese. In quegli anni, tale lingua era considerata simbolo di moda e progresso culturale, sebbene molte persone del popolo comune non sapessero parlarla.
Shanghai dominò la scena cinematografica cinese fino agli anni trenta. 漁光曲 (letteralmente: Canzone leggera del pesce), un film degli anni trenta, ha segnato l'inizio dei cosiddetti 歌舞片, o film cantati. Gli attori di questi film erano di solito gli stessi cantanti pop (come è accaduto a Zhou Xuan e Bai Guang). Le loro bellissime voci erano garanti dell'ottimo successo che avrebbe avuto il film.
Con l'avvento del cantopop e del pop di Taiwan, lo Shidaiqu dovette affrontare il declino. Un grande fattore del decadimento di questo genere è la crescente popolarità del cantonese.

## Cantanti principali dello Shidaiqu
- Bai Hong
- Zhou Xuan
- Chen Juan-juan
- Bai Guang
- Wang Zeh-mei
- Kung Chiu-hsia
- Tung Pei-pei
- Woo Ing-ing
- Chang Loo
- Hsia Tan
- Tsin Ting
- Yao Lee
- Yao Min
- Li Li-hwa
- Lin Dai
- Yeh Meng
- Li Xianglan
- Poon Sow-keng
- Rebecca Pan
- Mona Fong
- Tsai Chin
- Tsui Ping
- Grace Chang
- Ling Po